# حديقة السير توماس والليدي ديكسون

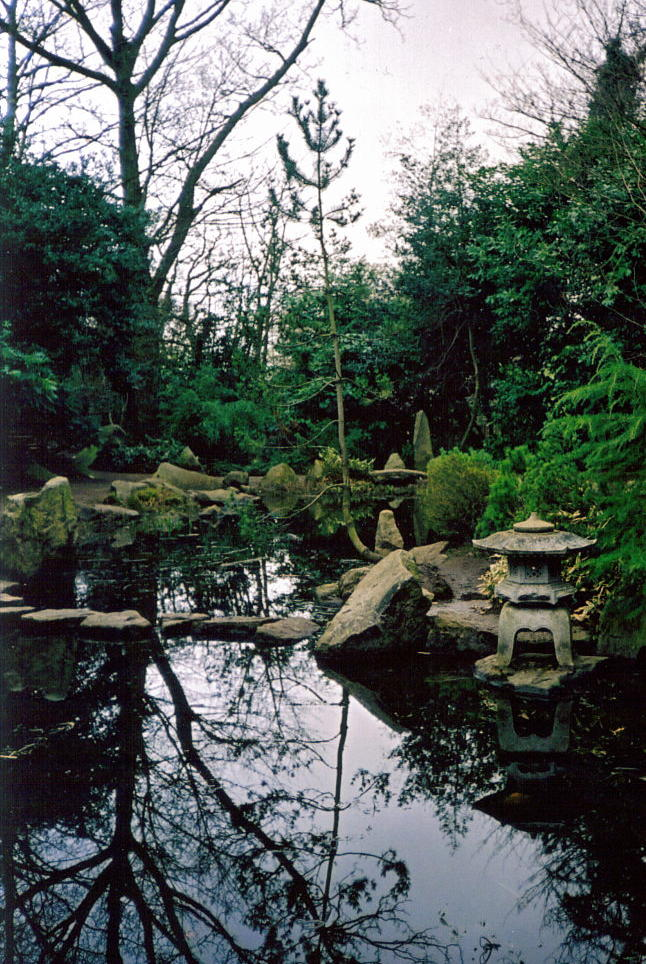

حديقة السير توماس والليدي ديكسون The Sir Thomas and Lady Dixon Park هي حديقة تقع في جنوب بلفاست. تبلغ مساحة الحديقة 130 آكر، وتتميز الحديقة بوجود مجموعات من حدائق الورود ومروج وأرض غابية وحديقة يابانية.
قامت الليدي ديكسون في عام 1959 بإهداء الحديقة إلى سكان بلفاست في ذكرى زوجها الراحل السير توماس ديكسون. اكتسبت الحديقة شهرة بامتلاكها 20 ألف وردة، ويقام فيها صيف كل عام معرض حدائق الورود الدولية.
‌